# 朱剣凡
朱剣凡（しゅ けんぼん、ジュウ・ジエンファン、1883年 - 1932年）は、中華民国の教育者、官僚、政治家。清軍を避けて、先祖が周と改姓した。朱元璋の子孫である。

## 生涯
1883年、湖南省長沙府寧郷県大屯営鎮で生まれる。出生名は周家純。父の周達武は1875年から1894年にかけて甘粛提督として働いていた。
1900年に魏湘若と結婚。1902年に日本へ渡ったのち、弘文学院へ入学。留学期間中、黄興、陳天華らと知り合い、革命活動へ参加するようになった。
1904年に帰国し、長沙の寧郷速成師範で教鞭をとる。1905年5月1日、私邸を寄付して「周氏家塾」の名の女子学校を設立し、1907年にこの女子学校を「周南女学堂」と改称。同年、学生を率いて満清の「鉄道国有」に反対する闘争へ参加したために、休校させる必要に追われた。
1908年に全財産を寄付して学校を増築。1910年に女子学校を「周南女子師範学校」と改称し、校長として職務にあたった。1911年に学生を率いて革命活動に再び参加し、湖南新軍が武昌の蜂起に応じるよう扇動を行った。1912年から1913年まで湖南省省立第一女性師範学校校長、長沙師範学校校長、長沙市小学校学校学校董会会長を歴任。その後、袁世凱の政策に反対したことによって、校長を辞任させられた。
1918年に徐特立らと「健学会」を結成し、進歩雑誌『女界鐘』を学生が創刊することに助力した。1919年に教育界の「駆張闘争」に参加。1920年、朱剣凡は省議員に選ばれ、中国国民党の第一回全国代表大会に参加した。その後、国民党長沙市党部常務委員、湖南省政府委員、長沙市政準備処主任などを歴任。同年、毛沢東を学校へ招待し、彼と社会問題を討論して文化書社の設立を依頼した。
1923年には長沙師範校長を兼任。その後、孫中山に会うべく広東へ移り、北閥の準備に参加。この頃、朱剣凡は広州で中央政治訓練班の教務主任、国民革命軍の第二顧問を担当していた。1926年、長沙へ戻って国民政府長沙市党部常務委員、長沙市市政準備処処長兼長沙市公安局局長を担当するようになった。
長沙市市政府が成立した後、長沙市長となった。四・一二事件（上海クーデター）の後、朱剣凡は湖南省の声討蔣介石反革命犯罪大会の主席に就任した。1928年に日本で滞在し、1929年に上海へと戻る。その後、自由運動大同盟へ参加すると同時に、中国共産党の地下党へ参加した。
1932年夏、胃癌で病死。上海公墓に埋葬された後、1953年に北京の八宝山革命公墓に転葬された。